# شابة وجائعة
شابة وجائعة (بالإنجليزية: Young & Hungry)‏ هي المسرحية الهزلية التي انشأها ديفيد هولدن والسطلة التنفيذية التي تنتجها آشلي تيسدال
والبرنامج من بطولة (إميلي أوسمنت، جوناثان سادوفسكي، ايمي كاريرو، كيم ويتلي وريكس لي)، ولأول مرة على أي بي سي الأسرة يوم 25 يونيو، 2014. وفي 29 سبتمبر 2014، تم تجديد المسلسل لموسم ثان، لأول يوم 25 مارس 2015. وفي 19 أغسطس تجدد 2015 أي بي سي الأسرة سلسلة لموسم ثالث، والتي لأول مرة في 3 شباط 2016 على شكل مجاني.

## روابط خارجية
- شابة وجائعة على موقع IMDb (الإنجليزية)
- شابة وجائعة على موقع ميتاكريتيك (الإنجليزية)
- شابة وجائعة على موقع روتن توميتوز (الإنجليزية)
- شابة وجائعة على موقع نتفليكس (الإنجليزية)
- شابة وجائعة على موقع فيلمافينيتي (الإسبانية)
- شابة وجائعة على موقع كينوبويسك (الروسية)
- شابة وجائعة على موقع ألو سيني (الفرنسية)
- شابة وجائعة على موقع قاعدة بيانات الفيلم (الإنجليزية)